# Cerkev sv. Jerneja, Kočevje
Cerkev sv. Jerneja, Kočevje je župnijska cerkev Župnije Kočevje. Je največja cerkev v Škofiji Novo mesto.

## Zgodovina
Prva kapela s tem patrocinijem v Kočevju je bila zgrajena pred letom 1339 in prvič omenjena tega leta. Stala je na mestu kasnejše kapele Sv. Križa na starem pokopališču. Porušena je bila leta 1872 po tem, ko je večkrat pogorela. 
Na mestu sedanje cerkve je najprej stala družinska kapela Turjačanov, družine Auersperg. V listini iz leta 1363 je kapela sv. Jerneja, povečana v cerkev, že navedena v Kočevju. Leta 1363 je sakralna stavba na robu mesta postala župnijska.
Leta 1791 so baročno cerkev sv. Fabijana in Boštjana na notranjem robu mesta, ob desnem bregu Rinže, povzdignili v župnijsko cerkev. Večkrat so jo prenavljali. V drugi polovici 19. stoletja so naročili ambiciozne načrte za novo cerkev. Zadnja maša v baročni cerkvi je bila junija 1900. Ker je postala premajhna so v letih 1901-1903 zgradili današnjo cerkev, ki je bila takrat med največjimi posvečenimi zgradbami v Sloveniji. Načrte zanjo je leta 1887 izdelal dunajski arhitekt Friedrich Freiherr von Schmidt; po njegovi smrti je delo nadaljeval in stavbo nekoliko prilagodil  Avgust Kirstein. Vodil je gradnjo do dokončanja cerkve. Svetišče je že julija 1903 posvetil knezoškof Anton Bonaventura Jeglič. Zidovi so zidani iz grobo klesanih kvadrov. Zunanjost je neoromanska. Cerkev ima ob vhodnem pročelju dva zvonika. Je edina ohranjena dvostolpna cerkev Kočevske.

## Opis
Cerkev je triladijska, z izstopajočo prečno ladjo in večjo apsido. Široka je 25 metrov, dolga 50 metrov in visoka približno 15 metrov. Stoji ob mostu, na desnem bregu Rinže, v ožjem, nekdaj obzidanem središču Kočevja.
Posebnost v notranjosti križno rebrasto obokanje. V oltarnem prostoru, oddeljenem s pregrado, je razkošen baldahinski  veliki oltar z nosilci iz različnih barvitih marmorjev. Notranjost je dekorativno poslikal Peter Železnik, apsido in Križev pot pa šolan slikar, vešč figuralike, Slavko Pengov. Relief Kristusa in angelov v luneti nad vhodnimi vrati je izklesal kipar Ivan Zalar. Več kipov v notranjosti sta izdelala Ivan in Božo Pengov. Kip sv. Jerneja je ob 600-letnici župnije leta 1993 naredil akademski kipar, domačin Stane Jarm.
Orgle (1929) so bile ene največjih v stari Jugoslaviji in so prve večje delo mojstra Franca Jenka iz Šentvida pri Ljubljani. Orgelsko omaro je leta 1927 načrtoval arhitekt Ivan Vurnik. Korne in ladijske klopi so rezbarili v šoli za lesno stroko v Kočevju. Za kovinskimi vrati omarice v koru so trije kelihi. V srednjem je relikvija, morda srce umrlega vojvode.